# En plats i solen (album av Kent)
En plats i solen är den svenska gruppen Kents nionde studioalbum och släpptes 30 juni 2010. Den 14 juni släpptes de två första singlarna från skivan, Gamla Ullevi och Skisser för sommaren, digitalt. Nästa singelsläpp skedde  8 oktober, spåren Ismael/Varje gång du möter min blick som blev tillgängliga både digitalt och som CD-singel.

## Låtlista
Text: Joakim Berg. Musik spår 3, 5, 6 och 10: Joakim Berg, övriga spår: Joakim Berg/Martin Sköld.
1. Glasäpplen - 4:48
2. Ismael - 4:25
3. Skisser för sommaren - 4:14
4. Ärlighet Respekt Kärlek - 4:28
5. Varje gång du möter min blick - 4:27
6. Ensam lång väg hem - 4:11
7. Team Building - 3:58
8. Gamla Ullevi - 3:38
9. Minimalen - 4:21
10. Passagerare - 4:18 (duett med Rebecka Törnqvist)

## Listplaceringar
| Lista (2010) | Topplacering |
| ------------ | ------------ |
| Danmark      | 4            |
| Finland      | 1            |
| Norge        | 2            |
| Sverige      | 1            |

### Fotnoter
1. ↑  ”Svensk mediedatabas”. http://smdb.kb.se/catalog/id/002668778. Läst 3 juni 2011.
2. ↑  http://www.aftonbladet.se/nojesbladet/musik/article7295527.ab
3. ↑  http://kent.nu/2010/06/14/nytt-album-en-plats-i-solen/
4. ↑  http://www.discogs.com/Kent-En-Plats-I-Solen/release/2328905
5. ↑  Listplacering Arkiverad 24 mars 2012 hämtat från the Wayback Machine.
6. ↑  ”Listplacering”. Arkiverad från originalet den 24 augusti 2010. https://web.archive.org/web/20100824054359/http://www.ifpi.fi/tilastot/virallinen-lista/artistit/kent/en+plats+i+solen. Läst 11 juli 2010.
7. ↑  Listplacering
8. ↑  Listplacering